# Javier Báez
Pour les articles homonymes, voir Baez.
Ednel Javier Báez (né le 1er décembre 1992 à Bayamón, Porto Rico) est un joueur de champ intérieur des Tigers de Détroit de la Ligue majeure de baseball.
Báez et son coéquipier Jon Lester sont conjointement nommés joueurs par excellence de la Série de championnat 2016 de la Ligue nationale.

## Vie personnelle
Né à Porto Rico, Javier Báez déménage en Floride en 2005 avec sa mère, sa sœur et ses frères. Son père, Ángel Luis, de qui les garçons de la famille disent avoir hérité l'intérêt pour le baseball, est décédé quelques années plus tôt alors que le jeune Javier était âgé de 10 ans. Les Báez emménagent en Floride afin de limiter les coûts occasionnés par les fréquents déplacements pour les traitements de Noela, la seule fille de la famille, atteinte de spina bifida. L'aîné de la famille, Rolando Agosto, est joueur de baseball à la position d'arrêt-court et est repêché en 2002 au 15e tour de sélection par les Padres de San Diego, pour qui il joue brièvement en ligues mineures en 2002 et 2003. 
Javier Báez joue au baseball à l'école secondaire Arlington Country Day de Jacksonville, qu'il commence à fréquenter alors qu'il parle à peine l'anglais. Son frère Rolando lui sert souvent d'interprète. Javier Báez est entraîné à cette école par Ron Dickerson, qu'il considère comme un second père. Chacun des frères Báez a un tatouage du logo de la MLB sur la nuque.

## Carrière
Étudiant à son école secondaire de Jacksonville, Javier Báez est le choix de première ronde des Cubs de Chicago et le 9e joueur sélectionné au total lors du repêchage amateur de 2011. Quelques semaines plus tard, Báez accepte le contrat proposé par les Cubs et reçoit une prime à la signature qui s'élève à 2,7 millions de dollars US. Il commence sa carrière professionnelle la même année en ligues mineures et évolue à sa position habituelle, l'arrêt-court, bien qu'on l'essaie éventuellement au deuxième but, un poste qu'il avait déjà occupé à l'école secondaire. 
En 2012, Báez apparaît pour la première sur le palmarès annuel des 100 meilleurs joueurs d'avenir du baseball professionnel dressé par Baseball America. Il occupe initialement la 61e position, avant de faire un bond à la 16e place au début 2013 et d'être considéré 5e joueur le plus prometteur avant la saison 2014. En juillet 2014, il participe au match des étoiles du futur à Minneapolis et frappe un coup de circuit de deux points.

### Cubs de Chicago
Javier Báez est rappelé des ligues mineures par les Cubs pour la première fois le 4 août 2014 et ses débuts dans le baseball majeur sont prévus pour le lendemain contre les Rockies du Colorado. Son arrivée crée un heureux problème pour les Cubs, qui possèdent une abondance de jeunes talents au milieu de l'avant-champ. Le joueur d'arrêt-court étoile Starlin Castro, âgé de 24 ans, est sous contrat avec le club de Chicago jusqu'en 2020 mais se dit prêt à être déplacé au deuxième but. Arismendy Alcantara, qui a fait ses débuts dans les majeures trois semaines plus tôt, est déplacé du deuxième but au champ centre. Enfin, le deuxième but Darwin Barney, joueur défensif hors pair qui connaît en revanche des ratés en offensive, est échangé aux Dodgers de Los Angeles une semaine avant l'arrivée de Báez. Le scénario le plus probable est de garder Castro à l'arrêt-court et d'utiliser Báez au deuxième coussin.
À son premier match, Baez est zéro en 5 et est même retiré en 7e manche avec les buts remplis. Mais à son 6e passage au bâton du match, en 12e manche, il frappe aux dépens du lanceur Boone Logan un circuit en solo pour son premier coup sûr dans les majeures, et fait gagner les Cubs, 6-5. Deux jours plus tard, le 7 août toujours contre les Rockies à Denver, Baez frappe deux circuits dans un même match et récolte 4 points produits. En 52 matchs à sa première saison, Baez frappe 9 coups de circuit mais n'a qu'une moyenne au bâton de ,169 et est retiré sur des prises 95 fois en seulement 229 passages au bâton, ce qui est environ deux fois sur cinq. Durant l'hiver, les choses ne vont guère mieux pour lui dans la Liga de Béisbol Profesional Roberto Clemente à Porto Rico, où il est retiré sur des prises 21 fois en 43 présences au bâton en saison régulière puis 6 fois en 9 dans les séries éliminatoires.
Au camp d'entraînement des Cubs en 2015, Baez est en compétition avec Tommy La Stella et Arismendy Alcantara pour le poste de joueur de deuxième but. Il est assigné aux mineures chez les Cubs de l'Iowa, où il connaît une bonne saison avant de se fracturer un doigt lors d'une tentative de vol de but qui l'envoie le 7 juin sur la liste des joueurs blessés pour 4 à 8 semaines.